# قزلجة ميدان (شبلي)
قزلجة میدان (بالفارسية: قزلجه‌میدان) هي مستوطنة تقع في إيران في قسم شبلي الريفي. يقدر عدد سكانها بـ 1,054 نسمة .